# MELODY (バンド)
MELODY（メロディー）は、日本のヴィジュアル系ロックバンド。2002年に解散したが、2006年には一部メンバーでスーパーウルトラミラクルロックバンド THE★MELODYとして再結成している。

## MELODY
1996年結成、1999年に日本クラウンよりメジャーデビューしたが、2001年9月にRYOとMASASHIが脱退したことによって2002年春に解散となった。

## メンバー
- SHUJI（ボーカル）
- JIRO（ギター）
- TATSUHIRO（キーボード）
- RYO（ベース）
- MASASHI（ドラムス）

## ディスコグラフィー

### ミニアルバム
インディーズ作品
- MELODY（1997年4月発売）
- 魔法のメロディー（1998年4月発売）

### シングルCD
- 魔法のメロディー（1999年8月4日発売）

メジャーデビューシングル。
- 恋するひとみ（2000年1月21日発売）
- OLIVE（2000年2月23日発売）
- 愛の花（2000年5月24日発売）

C/W「迷える天使たち」

### アルバムCD
- MELODY CARNIVAL（2000年7月26日発売）
- THE★MELODY（2004年6月25日発売/販売元:オレンジボックス）

2004年6月に発売されたベストアルバム。日本クラウン時代の音源とインディーズ作品、ライブ音源を収録。

## タイアップ一覧
| 使用年 | 曲名             | タイアップ                                                         |
| ------ | ---------------- | ------------------------------------------------------------------ |
| 1999年 | 魔法のメロディー | TBS系ドラマ30『キッズ・ウォー〜ざけんなよ〜』主題歌                |
| 2000年 | 恋するひとみ     | TBS（JNN）系『JNNスポーツ&ニュース』エンディングテーマ             |
| 2000年 | 愛の花           | TBS系ドラマ30『キッズ・ウォー2〜ざけんなよ〜』主題歌               |
| 2000年 | 迷える天使たち   | NHK-BS2 衛星アニメ劇場『ファーブル先生は名探偵』オープニングテーマ |

## 解散後
メンバーだったJIRO（松尾二郎）は有限会社オレンジボックスを設立しベンチャー実業家に転身。持ち前の技術力を生かしてASP事業を手がけるようになる。
2004年には傘下にインディーズレーベルのMIRACLE RECORDS.を設立し販売体制を確立。当時夫人が経営していた布ナプキン通販サイトをスポンサーに迎えて、旧メンバー協力の下ベストアルバム「THE★MELODY」を発売した。

## THE★MELODY
2006年、MELODYのメンバーであったSHUJI、JIRO、RYOにより結成（実質的には再結成）。主に東京都立川市のライブハウスで活動している。

### ディスコグラフィー
- 君の瞳の中（2007年7月20日発売）

5thシングル（「愛の花」からの通算）で、MELODY解散前に曲が完成していたと云われている。
- 白い綿帽子（2009年3月25日発売）

THE★MELODY名義での2ndシングル。